# 이사야 벌린
이사야 벌린(영어: Isaiah Berlin, 1909년 6월 6일 ~ 1997년 11월 5일)은 영국의 철학자이다. 당시 러시아 제국의 지배하에 있었던 리가 출신의 유대인이다.

## 내력
벌린은 1909년 6월 6일 부유한 유대인 가정에서 태어났다. 그의 가족은 발트해에서 가장 큰 목재 회사 중 하나를 소유하고 있었으며 러시아의 삼림도 소유하고 있었다. 그곳에서 목재를 다우가바강을 따라 리가에 있는 제재소까지 흘려보냈다. 그의 아버지는 리가 목재 상인 협회의 수장이었고 서양 회사와의 거래를 위해 회사를 위해 일했기 때문에 이디시어, 러시아어, 독일어에 능통했을 뿐만 아니라 프랑스어와 영어에도 능통했다. 벌린은 생애 처음 6년을 리가에서 보냈고 나중에 안드레아폴과 페트로그라드에서 살았다. 벌린은 그의 아파트 창문과 가정교사와 함께 도시를 산책하면서 2월 과 10월 혁명을 목격했는데, 그때 그는 궁전 광장에서 행진하는 시위대 군중을 기억했다.
볼셰비키 통치 하의 삶에 점점 더 억압을 느낀 가족은 가족을 부르주아로 규정하고 1920년 10월 5일에 페트로그라드를 떠나 리가로 갔지만 반유대주의에 부딪히고 라트비아 당국과의 문제로 인해 떠나기로 결심하고 1921년 초에 영국으로 이주했다.
벌린은 옥스퍼드 코퍼스 크리스티 칼리지에 지원했다. 그는 1928년에 졸업하고 최종 시험에서 1등으로 우등으로 졸업했으며 철학 논문에서 A. J. 에이어를 앞지른 공로로 존 로크 상을 수상했다. 그는 이후 옥스퍼드에서 철학, 정치학, 경제학 학위를 추가로 취득했고, 1년도 채 되지 않아 다시 1등을 차지했다. 그는 옥스퍼드 대학교 뉴 칼리지에서 철학 튜터로 임명되었다.
그는 1959년에 미국 예술 과학 아카데미의 외국 명예 회원으로 선출되었고 , 1975년에는 미국철학학회의 회원이 되었다. 그는 1966년 옥스퍼드 대학에 울프슨 칼리지를 설립하는 데 중요한 역할을 했다. 벌린은 옥스퍼드 대학교의 로더미어 미국 연구소 창립 위원회의 일원이었다. 나중에 밝혀진 바와 같이, 아이작 도이처의 학업 신임장을 평가해 달라는 요청을 받았을 때 벌린은 후보자의 극도로 친공산주의적 급진성 때문에 승진에 반대했다. 1997년 향년 88세를 일기로 사망하였다.

## 사상
그의 유명한 논문인 〈자유의 두 개념〉에서는 자유라는 개념을 적극적 자유(positive liberty)와 소극적 자유(negative liberty)로 나누어 자유라는 개념의 논의에 막대한 영향을 미쳤다. 계몽주의와 반계몽주의(잠바티스타 비코, 요한 고트프리트 헤르더, 조제프 드 메스트르, 요한 게오르크 하만)에 대한 벌린의 강의는 환원 불가능한 다원주의 윤리적 존재론을 옹호하는 데 기여했다. 수필로는 〈고슴도치와 여우〉가 있으며 정치, 경제 분야에도 많은 영향을 미쳤다.